# منتخب بورتوريكو لكرة القدم للسيدات
منتخب بورتوريكو الوطني لكرة القدم للسيدات هو ممثل بورتوريكو الرسمي في المنافسات الدولية في كرة القدم في فئة كرة القدم للسيدات.